# Trogonostomus ursus
Trogonostomus ursus är en skalbaggsart som beskrevs av Gilbert John Arrow 1911. Trogonostomus ursus ingår i släktet Trogonostomus och familjen Rutelidae. Inga underarter finns listade i Catalogue of Life.